# 阿根廷—泰国关系
阿根廷—泰國關係（西班牙語：Relaciones Argentina-Tailandia）是指阿根廷共和国和泰王國之間历史上及现代的雙邊關係。现代阿根廷与泰国在1955年2月2日建立大使级外交关系，随即互设大使馆，从而令阿根廷成为后者在拉丁美洲的第一个邦交国，阿根廷也是继美国之后，美洲大陆第二个与泰国建交的国家。

## 政治交流

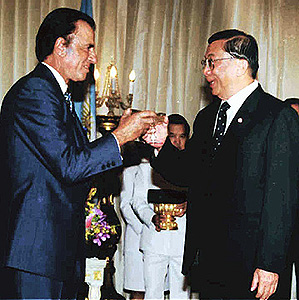
卡洛斯·梅内姆访问泰国期间，会见泰国首相差瓦立·永猜裕

1955年2月2日，泰国驻美大使乃朴·沙拉信与阿根廷驻美大使伊波利托·赫苏斯·帕斯代表各自政府在华盛顿特区签署了建交公报，宣布两国建立邦交，此举也令阿根廷成为泰国在拉丁美洲的首个邦交国:89。两国也随即在对方首都互设正式外交代表机构，以加强外交联络，其后又于1960年升級為大使館:89。翌年，阿根廷总统阿图罗·弗朗迪西对泰国进行了首次国事访问，以深化阿根廷与亚洲的接触以及该国产品出口市场的多样化:89期间，他得到了泰王普密蓬的接见，更获得泰国法政大学的名誉学位，弗朗迪西还表示阿根廷在曼谷建立其东南亚首個外交代表機構，彰顯了阿根廷对泰国和平、蓬勃发展形象的认可。此后，阿根廷驻泰国大使馆亦曾肩负该国对马来西亚、新加坡、缅甸等东南亚国家的外交业务，泰国也因此成为阿根廷进入东南亚的门户国家之一。而在1975年寮國人革黨建政後，一些寮國的苗族难民也经由泰国移民到阿根廷。
20世紀70年代，泰國政府實施「新外交政策」後，致力於加強與包括阿根廷在內的拉丁美洲國家之雙邊關係。此后，阿根廷在恢复民主制度后也注重加强同泰国的关系，兩國關係趋于紧密，两国间也有贸易代表团和部长级互访，泰国王储玛哈·哇集拉隆功也曾于1996年出访阿根廷，翌年，阿根廷总统卡洛斯·梅内姆也对泰国进行了国事访问。尽管如此，由于亞洲金融風暴和2001年阿根廷经济危机的影响，双方关系再次趋于疏远。经济复苏后的2007年，泰国重新加强了与阿根廷的联系，两国也开始重新透过高层互访、多项技术合作协议等巩固双边关系:88-90。

## 經貿交流
阿图罗·弗朗迪西就任阿根廷总统以后，试图促进阿根廷产品出口市场多元化，并于1961年访泰期间与后者签订了贸易协定，同意对各自的产品给予非歧视待遇，2000年又签署了保护和相互促进投资协定，為兩國經貿的正常往來提供了一定法理依據；雙邊貿易往來也因此得到了進一步加強，两国也试图促成南方共同市场与东盟之间的伙伴关系:89-90。2002年以来，阿根廷对泰国的出口额增长了20%，并曾对泰短暂保持贸易顺差，面粉、大豆油、动物饲料等加工农产品长期为阿根廷的优势产品:96-98。据經濟複雜性研究中心统计，2022年，泰国共向阿根廷出口16.9亿美元，主要出口产品有汽车及其零部件、橡胶轮胎、电器等，阿根廷亦为泰国在南美洲第2大出口伙伴，仅次于巴西；同年，阿根廷共向泰国出口3.5亿美元，主要出口产品有鞣制皮革、牲畜肉类、大豆制品等。

## 人文交流
阿根廷和泰国政府于2006年签署并批准了文化合作协议，明确了加强文化联系为增进双边民众理解对方的首要步骤之一，泰国最高学府朱拉隆功大学与阿根廷拉普拉塔国立大学，泰国商会大学与科尔多瓦天主教大学已经签署了学术交流协议，阿根廷还有一些大学设立了泰国角，以帮助阿根廷学生认识泰国文化:100-102。泰国大使馆也同時與菲律宾、越南、印尼、馬來西亞等東南亞國家派駐在阿根廷的外交使館合作，以促進區域發展。
在旅行上，2006年8月，两国政府签订对普通护照持有人的签证豁免协议，方便双方民众往来，同年10月生效，持泰國護照的泰國公民可以免签证入境阿根廷，停留不超过90天。持阿根廷護照的阿根廷國民也可以免签证入境泰国，不超过90天，因阿根廷地处黃熱病疫区，落地泰國時亦必须出示國際接種證明書方可入境。